# Mainstream
Mainstream er et engelsk ord, som betyder hovedstrømning, førende retning og midterlinje. Ordet er, som en del af anglificeringen, gledet ind i dansk sprogbrug. Det bruges i forskellige sammenhænge, ikke mindst inden for kultur, mode og videnskab. Inden for økonomisk teori er mainstream-økonomi således betegnelsen for de økonomiske teorier, der har bred tilslutning inden for professionen, og som der undervises i på de fleste universiteter, i modsætning til heterodokse økonomiske retninger.
| Samfund | Spire Denne samfundsartikel er en spire som bør udbygges. Du er velkommen til at hjælpe Wikipedia ved at udvide den. |